# كابيتينلويتننت
| Kapitänleutnant                                                 |                  |  |
| \| \| \| \| \| لوحة الكتف / عنوان الكفة / حلقة التركيب \| \| \| |                  |  |
| رتبة شارة                                                       | ضابط ألماني رتبة |  |
| المقدمة                                                         | 1993             |  |
| مجموعة الرتب                                                    | ضباط بتكليف      |  |
| القوات البحرية                                                  | Kapitänleutnant  |  |
| الجيش / القوات الجوية                                           | هاوبتمان         |  |
| حلف الناتو </br> ما يعادل                                       | OF-2             |  |
| جيش                                                             | قائد المنتخب     |  |
| القوات البحرية                                                  | ملازم (البحرية)  |  |
|                                                                 |                  |  |
| لوحة الكتف / عنوان الكفة / حلقة التركيب                         |                  |  |

Kapitänleutnant، اختصار: KptLt/في القوائم: KL، (بالإنجليزية: captain lieutenant)‏ درجة ضابط في مجموعة القباطنة العسكرية ((بالألمانية: Hauptleute)‏ في الجيش الألماني. تم تصنيف الرتبة OF-2  في منظمة حلف شمال الأطلسي، وتعادل هاوبمان في هير ولفتوافه. تحت الصف A11 أو A12 في قواعد الأجور في وزارة الدفاع الاتحادية.

## الرتبة والمهام الموكلة
في البحرية الامريكية رتبة ملازم أول (البحرية) تساوي Kapitänleutnant في التسلسل الهرمي لحلف الناتو العسكري (تصنف OF-2). ومع ذلك، قد يتم تعيين القوات البحرية الألمانية Kapitänleutnant في ما يسمى «بمهنة الضابط الوظيفي» (de: Truppendienstlaufbahn أو Truppendienstoffizier) أو "professional professional officer" (de: Fachdienstlaufbahn أو Fachdienstoffizier، رسميًا: Offizier des militärfachlichen Dienstes).
شارات الرتبة، التي تلبس على الأكمام والكتفين تكون عبارة عن نجمة ذهبية خماسية الرؤوس فوق خطين ذهبيين. (بدون النجمة عند ارتداء حلقات الرتب).
فيما يلي تسلسل الرتب (من أعلى إلى أسفل) في تلك المجموعة بالذات:
- OF-5:[2] Kapitän zur See / أوبريست
- OF-4: فريجاتنكابيتان / أوبرسلوبمينت
- OF-3: كورفيتنكابيتان / رائد
- OF-2: Kapitänleutnant / هاوبتمان

فيما يلي تسلسل الرتب (من أعلى إلى أسفل) في تلك المجموعة بالذات:
- OF-2a: Stabskapitänleutnant / Stabshauptmann
- OF-2B: Kapitänleutnant / هاوبتمان
- OF-1a: Oberleutnant zur See / Oberleutnant
- OF-1b: لوتنانت تزور سي / ملازم